# Tigranes III
Tigranes III (Armeens: ՏիգրանԳ) († ca.8 v. Chr.) was koning van Armenië van 20 v.Chr. tot ca.8 v. Chr. en een telg uit de Artaxiadendynastie.  Hij was de zoon van Artavasdes II en de jongere broer van  Artaxias II.

## Context
Samen met zijn vader werd hij gevangengenomen door Marcus Antonius tijdens de Romeins-Parthische Oorlog in 34 v.Chr. en meegevoerd naar Egypte. Zijn oudere broer kon vluchten naar de Parthische koning Phraates IV. Na de Slag bij Actium in 31 v.Chr., overwinning van Octavianus op Marcus Antonius, werd hij naar Rome gebracht, waar hij verder opgroeide. Intussen zat zijn broer Artaxias II op de Armeense troon onder protectie van de Parthen.
Keizer Augustus liet het daar niet bij en steunde Tiridates II van Parthië als usurpator. Tiridates II slaagde er in een zoon van Phraates IV te gijzelen. Onderhandelingen konden worden opgestart. De Romeinen lieten Tiridates II vallen en gaven de zoon van Phraates terug. Als compensatie kregen de Romeinen hun standaard, die ze in 53 v.Chr. waren kwijtgespeeld, terug. In 20 v.Chr. werd bepaald dat het Koninkrijk Armenië een vazalstaat wordt van Rome, de Eufraat werd de grens tussen beide landen. Artaxias II werd van de troon gestoten en zijn broer Tigranes III nam zijn plaats in.
Tigranes III regeerde 12 jaar als koning van Armenië. Weinig is bekend over zijn regeerperiode. De vreedzame betrekkingen tussen Rome en Armenië bracht vrede en stabiliteit.
Tigranes III had twee kinderen van twee verschillende niet nader genoemde moeders: een zoon Tigranes IV en een dochter Erato, ze volgden hun vader op.